# قائمة المواضيع الأساسية في الاقتصاد
الاقتصاد – يحلل إنتاج وتوزيع واستهلاك السلع والخدمات . ويهدف إلى شرح كيفية عمل الاقتصادات وكيفية تفاعل الوكلاء الاقتصاديين.

## وصف الإقتصاد
يمكن وصف علم الاقتصاد بأنه كل ما يلي:
- الانضباط الأكاديمي – مجموعة المعرفة التي يتم منحها أو تلقيها من قبل التلميذ ( الطالب ) ؛ فرع أو مجال معرفي أو مجال دراسي اختاره الفرد للتخصص فيه.
- مجال العلوم – فئة معترف بها على نطاق واسع من الخبرة المتخصصة داخل العلوم ، وعادة ما تجسد المصطلحات والتسميات الخاصة بها. عادة ما يتم تمثيل مثل هذا المجال من قبل مجلة علمية واحدة أو أكثر ، حيث يتم نشر الأبحاث التي تمت مراجعتها من قبل الأقران. هناك العديد من المجلات العلمية ذات الصلة بالاقتصاد.
- العلوم الاجتماعية – مجال الدراسة الأكاديمية التي تستكشف جوانب المجتمع البشري.

## فروع الإقتصاد
- - الاقتصاد الكلي – فرع من فروع الاقتصاد يتعامل مع الأداء والهيكل والسلوك واتخاذ القرار في الاقتصاد ككل ، بدلاً من الأسواق الفردية.
  - الاقتصاد الجزئي – فرع من فروع الاقتصاد يدرس سلوك الأفراد والشركات في اتخاذ القرارات المتعلقة بتخصيص الموارد المحدودة.
  - الاقتصاد المتوسط في المنتصف
  - التخصصات الفرعية للإقتصاد
    - الاقتصاد الزراعي
    - اقتصاديات الانتباه
    - الاقتصاد السلوكي
    - الاقتصاد الكلاسيكي
    - النظم الاقتصادية المقارنة
    - نظرية العقد
    - الاقتصاد الثقافي
    - الاقتصاد الديموغرافي
    - التطوير الاقتصادي
    - الاقتصاد البيئي
    - الاقتصاد القياسي
    - الأنثروبولوجيا الاقتصادية
    - النمو الإقتصادي
    - الجغرافيا الاقتصادية
    - التاريخ الاقتصادي
    - علم الاجتماع الاقتصادي
    - اقتصاديات الزواج
    - اقتصاديات التعليم
    - اقتصاديات الطاقة
    - اقتصاديات الهندسة
    - اقتصاديات ريادة الأعمال
    - الاقتصاد البيئي
    - اقتصاديات الأسرة
    - الاقتصاد النسوي
    - الاقتصاد المالي
    - الجورجية
    - الاقتصاد الأخضر
    - اقتصاديات الصحة
    - التنظيم الصناعي
    - اقتصاديات المعلومات
    - الاقتصاد العالمي
    - الاقتصاد المؤسسي
    - اقتصاديات العمل
    - القانون والاقتصاد
    - الاقتصاد الإداري
    - الاقتصاد الرياضي
    - الاقتصاد النقدي
    - المالية العامة
    - الاقتصاد العام
    - اقتصاديات العقارات
    - الاقتصاد الإقليمي
    - العلوم الإقليمية
    - اقتصاديات الموارد
    - الاقتصاد الريفي
    - الاقتصاد الاشتراكي
    - الاقتصاد الحضري
    - اقتصاديات منتعشة

## المنهجيات أو المناهج
- الاقتصاد السلوكي
- الاقتصاد الكلاسيكي
- الاقتصاد الحسابي
- الاقتصاد القياسي
- علم الاقتصاد التطوري
- الاقتصاد التجريبي
- علم الممارسات (المستخدمة من قبل المدرسة النمساوية )
- علم النفس الاجتماعي

## المجالات متعددة التخصصات التي تنطوي على الاقتصاد
- علم الاقتصاد الحيوي
- الاقتصاد الدستوري
- الفيزياء الاقتصادية
- الاقتصاد السياسي المؤسسي
- علم الاقتصاد العصبي
- الاقتصاد السياسي
- علم الاجتماع
- الاقتصاد الحراري
- اقتصاديات النقل